# سیستم باکوفو-هان
سیستم باکوهان (به ژاپنی: 幕藩体制) به طور کلی در تاریخ ژاپن به رابطه حکومت مرکزی با حکومت‌های محلی در دوره شوگون‌سالاری توکوگاوا گفته می‌شود.
هان به معنی قلمرو یا تیول فئودالی یک واژه ژاپنی است. به املاک یک جنگجو پس از قرن دوازدهم یا یک دایمیو در دوره ادو (۱۶۰۳–۱۸۶۸) و اوایل دوره میجی ۱۸۶۸–۱۹۱۲ هان گفته می‌شود. در دوره شوگون‌سالاری توکوگاوا به مالکانی که بیش از ۱۰٬۰۰۰ کُکو (۳٫۵۹۳۷ ککو برابر است با یک متر مربع) زمین داشتند، دایمیو گفته می‌شد. به ملک هر دایمیو نیز هان گفته می‌شد.
در طول دوره ادو (۱۸۶۷–۱۶۰۳) به‌طور متوسط تمامی ژاپن به ۲۷۰ تیول یا هان که هرکدام توسط یک ارباب فئودال به نام دایمیو اداره می‌شد، تقسیم شده بود؛ اگرچه اربابان فئودال در حوزه تیولی خویش از استقلال داخلی فراوانی برخوردار بودند، ولی به‌طور کلی قدرت اقتصادی – سیاسی کشور، در دست دولت مرکزی بود که در رأس آن شخص شوگون که در ادو، پایتخت امروز ژاپن توکیو مستقر بوده است، قرار داشت. رابطه و مکانیسمی که حکومت مرکزی ضمن حفظ استقلال داخلی هان‌ها، بر سراسر کشور حکمرانی می‌کردند از طرف مورخان سیستم باکوهان نامگذاری شده است. از مشخصات اصلی این سیستم می‌توان به موارد ذیل اشاره کرد:
1. سامورایی‌ها که خدمتگزاران مواجب‌بگیر شوگون یا دایمیوها بودند، مجبور بودند در مقر استقرار دایمیو در قلعه‌ها، اقامت گزینند؛ بدین صورت امکان کنترل‌شان توسط شوگون یا دایمیو وجود داشت.
2. از آنجا که شوگون دارای قدرت حکمرانی بر سراسر کشور بود، حاکمیت دایمیو بر تیولش نمی‌توانست مطلق باشد؛ به همین خاطر الغای تجزیه یا ادغام تیول‌ها رواج داشت. از سوی دیگر، تمام دایمیوهای سراسر کشور به شیوه‌های گوناگون، زیر بازرسی مداوم شوگون قرار داشتند.
3. اساس اقتصاد فئودالی را دهقانان تشکیل می‌دادند و درآمد سامورایی‌ها به شکل برنج پرداخت می‌شد. بهره‌کشی فئودالی نیز به شدت رواج داشت. شوگون، دایمیوها و سامورایی‌ها به منظور تقویت بنیادهای اقتصادی خویش و کسب درآمدهای بیشتر، به تشویق تولیدِ انواع محصولات محلی و فروش آنها اشتغال داشتند و به این وسیله محرک رواج اقتصاد پولی در کشور شدند.
4. علت اساسی قدرت فراوان شوگون، برتری مالکیت فئودالی او از نظر ابعاد بود و علاوه بر این ضرب مسکوکات، تنها در انحصار شوگون قرار داشت.
5. اگرچه برخی از دایمیوها از امتیازات فوق‌العاده شوگون ناراضی بودند، ولی از نظر اقتصادی برای آنان امکان نداشت با شوگون به مخالفت بپردازند و به استقلال مطلق برسند؛ زیرا از نظر اقتصادی و در اثر سیاست‌های تشویقی و اجباری، مجبور به تولید مازاد محصول در محل و فروش آن در بازارهای شهرهای تجاری، به‌ویژه اوساکا که در کنترل شوگون قرار داشت، بوده و از این بابت، به شوگون متکی بودند.
6. شوگون به عنوان حاکم سراسر ژاپن، دست به تشکیل سیستمی طبقاتی زده بود که از طرفی دایمیوها را مجاز به اعمال قدرت در منطقهٔ تیولی ایشان می‌کرد و از سوی دیگر، روستاها و دهقانان آن زمان که انواع بهره‌های فئودالی را می‌پرداختند، از استقلال داخلی فراوانی برخوردار بودند. از این طریق بود که توسعه اقتصاد کشاورزی و روستایی دوران فئودالیسم ژاپن امکان‌پذیر شد.[۱]